# Hiroshi Masuoka

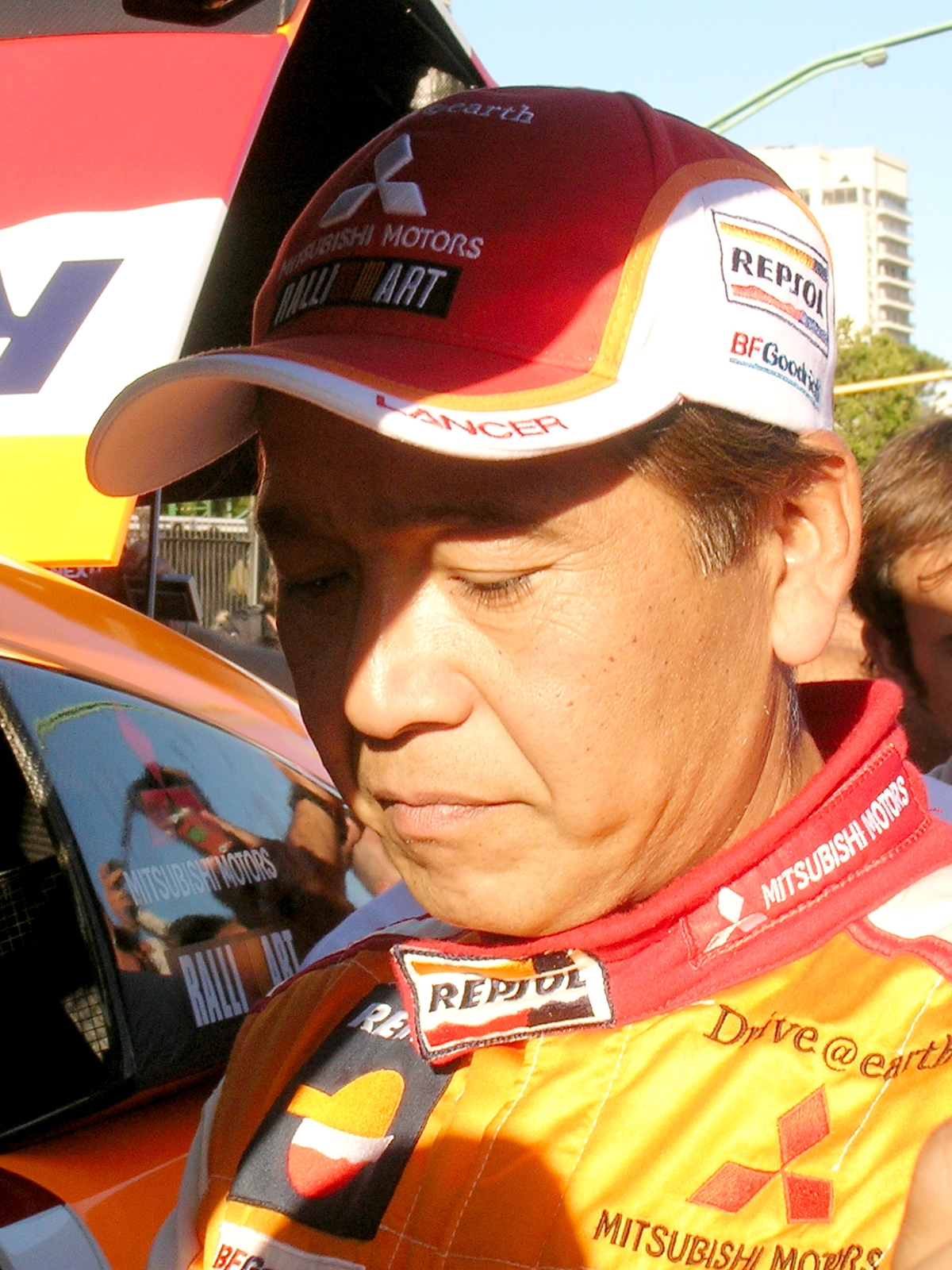
Hiroshi Masuoka – Dakar 2009.

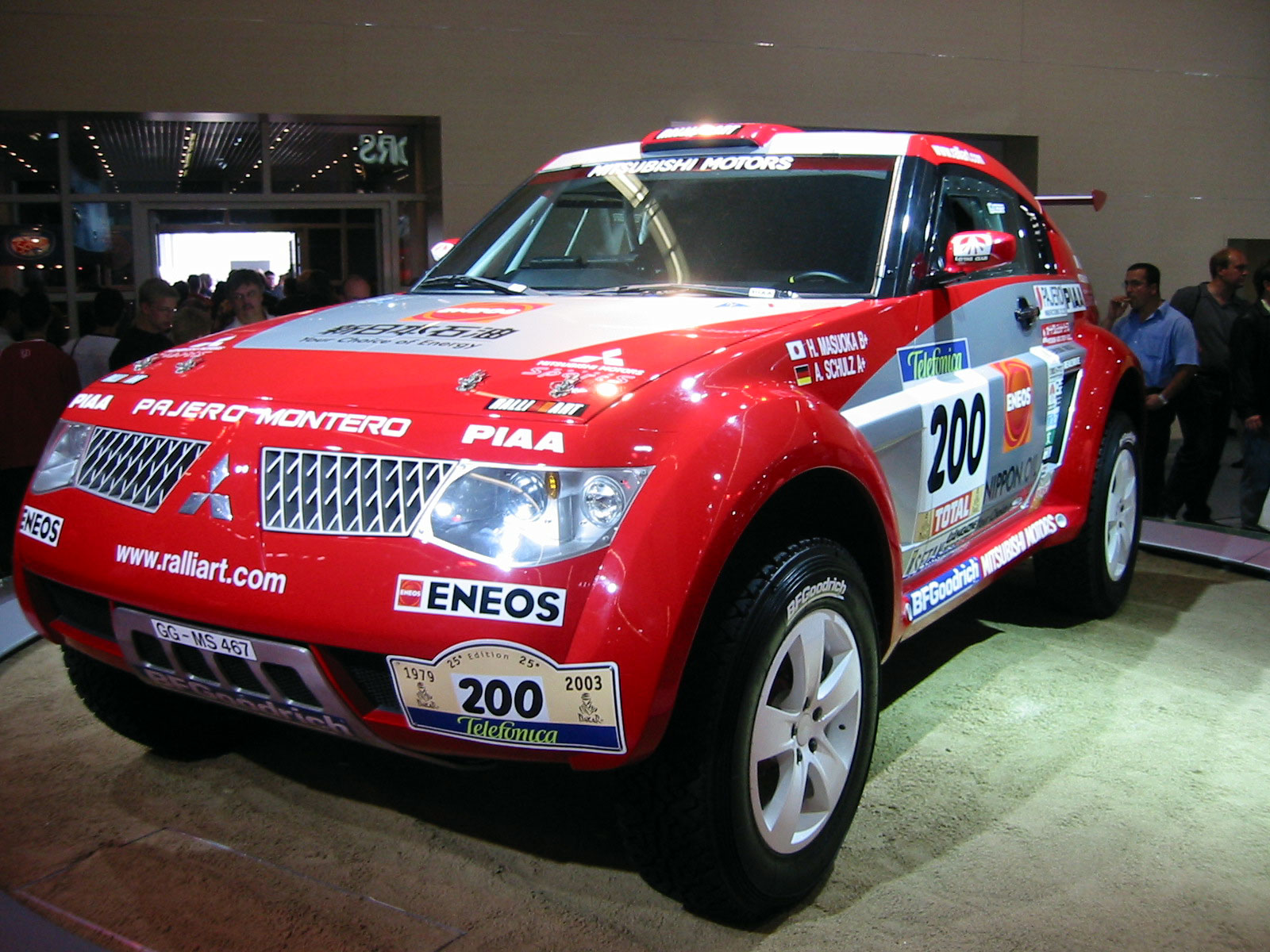
Masuokas Pajero Evolution von 2003

Hiroshi Masuoka (* 13. März 1960) ist ein japanischer Marathonrallye-Fahrer, der besonders für seine Siege bei der Rallye Dakar bekannt ist.
Masuoka nahm 1979 an seiner ersten Offroad-Rallye teil. 1987 folgte seine erste Teilnahme an der Rallye Dakar. 1990 siegte er in der Klasse T2 der seriennahen Fahrzeuge. 1994 wurde er Fahrer des Mitsubishi-Werksteams und erzielte Platz vier in der Gesamtwertung der Rallye Dakar. Im Laufe des Jahres begann Masuoka seine Zusammenarbeit mit dem Copiloten Andreas Schulz, der bis 1999 sein Beifahrer blieb. Sie schafften es ein Jahr darauf bei der Rallye Dakar auf den zehnten Platz und schlossen auch die UAE Desert Challenge mit dem vierten Platz sehr gut ab. 1997 setzte Masuoka mit dem zweiten Platz einen Höhepunkt seiner Karriere. Im Jahr darauf war er auch wieder weit vorne mit dabei und beendete die Rallye Dakar auf dem vierten Platz. 2001 wurde Masuoka wieder Zweiter.
Masuokas größter Moment folgte 2002, als er im Mitsubishi Pajero die Rallye Dakar für sich entscheiden konnte. Er war nach Kenjirō Shinozuka erst der Zweite Japaner, dem dieser Erfolg gelang. 2003 konnte Masuoka seinen Titel verteidigen, diesmal im neuen Pajero Evolution. Er gewann außerdem die Baja Italien. 2004 wurde er bei der Rallye Dakar hinter seinem Teamkollegen Stéphane Peterhansel Zweiter. Danach trat er vorläufig zurück.
Wenige Monate später kehrte Masuoka im Oktober 2004 zurück ins Cockpit und gewann bei seiner sechsten Teilnahme die UAE Desert Challenge. Die Rallye Dakar 2005 musste er aufgrund von Motorproblemen aufgeben. Bei der zweiten Veranstaltung der Saison 2005, der Rallye Tunesien, schaffte es Masuoka mit dem dritten Platz auf das Podest. 2006 verlor er nach einem Unfall in Marokko seine Chance auf einen dritten Gesamtsieg bei der Rallye Dakar. Bei der Rallye Dakar 2007 wurde Masuoka nur Sechster, da er die Kupplung austauschen musste, und infolgedessen viel Zeit verlor. Die Rallye Dakar 2009 musste er bereits auf der ersten Etappe vorzeitig beenden.

## Erfolge
2002
- Sieg Rallye Dakar

2003
- Sieg Rallye Dakar
- Sieg Baja Italien

2004
- Sieg UAE Desert Challenge